# Revolta Vermelha
A Revolta Vermelha foi um levante armado de mineiros brancos ocorrido na região de Witwatersrand, África do Sul, em março de 1922. Jimmy Green, um proeminente político do Partido Trabalhista foi um dos líderes da revolta. Devido a uma queda mundial no preço do ouro, as empresas tentaram reduzir os custos com diminuição nos salários e procurando enfraquecer o corte de cor, aumentando o avanço de mineiros negros e mais baratos para cargos qualificados.
A revolta iniciou em 28 de dezembro de 1921 como uma greve de mineiros brancos, mas logo se tornou um movimento aberto contra o Estado. Os trabalhadores que haviam se armado conquistaram as cidades de Benoni, Brakpan e os subúrbios Fordsburg e Jeppe da cidade de Joanesburgo.
O Partido Comunista da África do Sul tomou parte ativa na revolta, opondo-se a que trabalhadores pretos e mestiços recebessem a mesma remuneração que trabalhadores brancos. Um dos lemas dos comunistas era “Trabalhadores do mundo uni-vos e lutai por uma África do Sul branca!”
Muitos comunistas e sindicalistas, incluindo Percy Fisher e Harry Spendiff, foram mortos por forças do Estado. A rebelião foi perseguida por ''ser considerada força militar e pelo custo de 200 vidas''.
O Primeiro-Ministro Jan Smuts esmagou a revolta com o uso de 20.000 tropas, artilharias, tanques e bombas aéreas. No momento do primeiro ataque, os revoltosos já estavam armados em trincheiras em Fordsburg e a força aérea errou o bombardeio, acertando uma igreja local, mas as forças e outros bombardeios militares acabaram por assassinar os trabalhadores em outras tentativas.
Como consequência política do massacre da revolta, Smuts perdeu as próximas eleições até uma aliança entre o Partido Trabalhistas e o Partido Nacional. Eles aprovaram o Ato de Conciliação Industrial de 1924, o Wage Act 1925 e o Ato de Emenda dos Trabalhadores e Mineiros de 1926, que reforçava os privilégios dos trabalhadores brancos e as barreiras raciais.
Sob instrução do Comitern, o SACP reviu suas atitudes sobre a classe trabalhadora branca do país e implementou uma nova política de ''República Nativa''.

## Referência
1. Bendix, S. (2001) Industrial Relations in South Africa. Claremont: Juta. p. 59
2. Baruch Hirson, The General Strike of 1922
3. "FIFTY FIGHTING YEARS - CHAPTER 3". sacp.org.za.
4. V.I. Lenin. "Lenin: 703. TO G. Y. ZINOVIEV". marxists.org.
5. "South Africa Conflict in the 1920s - Flags, Maps, Economy, Geography, Climate, Natural Resources, Current Issues, International Agreements, Population, Social Statistics, Political System".
6. "Battle of Fordsburg Square". blueplaques.co.za. Retrieved 20 June 2013.
7. Roux,, E. R. (28 July 1928). "Thesis on South Africa, presented at the Sixth Comintern Congress". sahistory.org.za.
8. Butler, A. 2004. Contemporary South Africa. Hampshire and New York: Palgrave Macmillan
9. Conflict in the 1920s, accessed June 2013
10. Bunting,, S. P. (23 July 1928). "Statement presented at the Sixth Comintern Congress". sahistory.org.za.